# Herbert Matthews
Herbert Lionel Matthews (* 10. Januar 1900; † 30. Juli 1977) war ein US-amerikanischer Journalist bei The New York Times. Besondere Bekanntheit erlangte er 1957 durch sein Interview mit Fidel Castro, der damals in der Sierra Maestra den Guerilla-Krieg gegen Kubas Diktator Fulgencio Batista führte.

## Leben
Als Enkel jüdischer Einwanderer wurde Matthews am Riverside Drive in der Upper West Side von Manhattan geboren und wuchs dort auf. Gegen Ende des Ersten Weltkriegs meldete er sich freiwillig zur Armee und machte seinen Abschluss am Columbia College der Columbia University. Anschließend arbeitete er für die New York Times und berichtete 1936 vor Ort aus dem italienischen Abessinienkrieg und von 1937 bis 1938 aus dem Spanischen Bürgerkrieg.
Im Februar 1957 wurde Matthews nach Kuba eingeladen, um Fidel Castro, den Führer der kubanischen Revolution, zu interviewen. Ruby Phillips, damals Korrespondentin der New York Times in Havanna, hatte von einem Abgesandten der Bewegung des 26. Juli die Information erhalten, dass Castro sich mit einem Reporter einer der einflussreichsten Zeitungen der Vereinigten Staaten treffen wollte. Phillips wollte das Interview zunächst selbst führen, aber Castros Abgesandter riet ihr wegen der „schwierigen Bedingungen“ in der Sierra davon ab und empfahl, stattdessen einen Mann zu schicken. Sie stimmte zu, und Matthews nutzte die Gelegenheit, die ihm der kubanische Guerillaführer bot.
Das Interview wurde heimlich geführt, damit Fulgencio Batista, der damalige Präsident Kubas, nichts von ihrem Treffen erfuhr. Aus Matthews’ Interview ging hervor, dass Fidel Castro am Leben war, obwohl Batista behauptete, er sei im Jahr zuvor getötet worden. Dies war nicht nur für die Vereinigten Staaten und Kuba ein Schock, sondern auch für die Revolutionäre in Kuba, denn es gab ihnen Hoffnung, dass die Revolution weitergehen könnte. Wenn ihr Anführer noch am Leben war, dann war es auch die Revolution. In dem Interview gaukelte Castro Matthews vor, dass seine Rebellentruppe, die nun als Taktik den Guerillakrieg führte, viel größer und mächtiger war als bisher angenommen. Matthews’ Darstellung der Armee erweckte den Eindruck, dass Castro eine große Anhängerschaft habe und die Mehrheit der kubanischen Bevölkerung auf seiner Seite sei. Sowohl Castro als auch Matthews wussten, wie überraschend die Nachricht von seinem Überleben sein würde, und so machten sie ein gemeinsames Foto, und Castro signierte das Interview, um das Ereignis zu dokumentieren. Batista, der immer noch versuchte, den Aufstand der revolutionären Kräfte in Kuba niederzuschlagen, behauptete, das Foto sei eine Fälschung, und behauptete weiterhin, Castro sei tot.
Matthews’ Artikel in der New York Times spielten damals eine wichtige Rolle in der US-Außenpolitik, denn 1958 trugen die Artikel, die durchweg die Vorstellung vertraten, dass Castro freie Wahlen abhalten und die kubanische Verfassung wiederherstellen würde, dazu bei, Washington davon zu überzeugen, die Waffenlieferungen an Batista einzustellen. Stattdessen wollte Matthews, dass die Vereinigten Staaten ihre Energie darauf verwenden, eine Art Marshallplan für Lateinamerika zu erstellen. Das Außenministerium glaubte Matthews in seiner Behauptung, Castro sei kein kommunistischer Führer, und die ständige Präsenz Castros in den Nachrichten steigerte die Aufmerksamkeit für die Revolution in den Vereinigten Staaten. In den Vereinigten Staaten wurde, wie der Journalist und Historiker Anthony DePalma feststellt, „Castros dunkle Vergangenheit in den Vereinigten Staaten weitgehend durch sofortige Legitimität ersetzt“. Matthews hatte Castro zu einem sympathischen Rebellen gemacht.
Im Laufe des Jahres 1959 besuchte Matthews mehrmals Kuba und bestritt immer wieder, dass Castro ein Kommunist sei. Er behauptete, dass Castros Revolution an sich nicht kommunistisch sei, sondern dass Castro lediglich eine umfassende soziale Revolution anstrebe. Eine der berühmtesten Äußerungen von Matthews über Castro erfolgte am 5. Juli 1959, als er erklärte:
„Es gibt keine Roten im Kabinett und keine in hohen Positionen in der Regierung oder in der Armee in dem Sinne, dass sie in der Lage wären, die Regierungs- oder Verteidigungspolitik zu kontrollieren. Die einzige nennenswerte Macht in Kuba liegt in den Händen von Premier Castro, der nicht nur kein Kommunist, sondern entschieden antikommunistisch ist...“
Als die kubanische Revolution weiterging, versuchte Matthews immer noch zu beweisen, dass Castros Revolution und Regime nichts mit dem Kommunismus zu tun hatten, aber 1960 erklärte Castro, dass er die kommunistischen Ideale übernehmen würde, um die kubanische Gesellschaft neu zu gestalten. Matthews behauptete weiterhin, dass die Revolution selbst nie mit dem Kommunismus in Verbindung gebracht worden sei und dass Castro kein Kommunist gewesen sei, als er die Macht übernahm. Matthews’ Bemühungen waren jedoch vergeblich, da viele, sowohl in den Vereinigten Staaten als auch in Kuba, ihn für den Aufstieg des kommunistischen Führers „verantwortlich“ machten. Einige glaubten, er habe gewusst, dass Castro ein Kommunist war, während einige im Außenministerium behaupteten, Matthews habe sie glauben lassen, Castro habe demokratische Absichten, und so ihre Fähigkeit, gegen den wachsenden Kommunismus vorzugehen, aufgeschoben. Matthews’ Ansichten erregten sogar die persönliche Aufmerksamkeit von Vizepräsident Richard Nixon. Nixon rief am 16. Juli 1959 den FBI-Direktor J. Edgar Hoover an, um sich zu erkundigen, ob Matthews Einschätzungen mit denen des FBI übereinstimmten.:174–175 Hoover war misstrauisch gegenüber Matthews’ persönlicher Politik und schrieb über Matthews, dass „man dem Kommunismus nicht viel näher kommen kann, ohne einer zu werden.“:175–176 Es gab nur wenige Akademiker, die Matthews’ Ansichten nicht diskreditierten, und sein rechthaberischer journalistischer Stil wurde missbilligt.

## Vermächtnis
Zum vierzigsten Jahrestag des Gesprächs zwischen Matthews und Fidel Castro im Jahr 1997 errichtete die Regierung an der Stelle, an der die beiden sich trafen und miteinander sprachen, eine zwei Meter hohe Gedenktafel. Darauf ist zu lesen: „An diesem Ort traf der Oberbefehlshaber Fidel Castro Ruz am 17. Februar 1957 mit dem nordamerikanischen Journalisten Herbert Matthews zusammen“.:274–27 Zehn Jahre später, im Februar 2007, meldete die staatliche kubanische Nachrichtenagentur, dass Kuba eine Gedenktafel in der Sierra Maestra enthüllt hat, um an den 50. Jahrestag des Gesprächs zu erinnern.

## Bibliographie

### Schriften von Herbert Matthews
- Matthews, Herbert Lionel (1937) Eyewitness in Abyssinia, London: Martin Secker & Warburg Ltd.
- Matthews, Herbert Lionel (1938) Two Wars and More to Come, New York: Carrick & Evans, Inc.
- Matthews, Herbert Lionel (1943) The Fruits of Fascism, New York: Harcourt, Brace and Company
- Matthews, Herbert Lionel (1946) The Education of a Correspondent, New York: Harcourt, Brace and Company
- Matthews, Herbert Lionel (1961) The Cuban story, New York: George Braziller Inc.
- Matthews, Herbert Lionel (1961) The yoke and the Arrows: A Report on Spain, New York: George Braziller Inc.; Rev. ed edition
- Matthews, Herbert Lionel (1964) „Return to Cuba“, A Special Issue Of Hispanic American Report, Stanford University, Institute of Hispanic American & Luso-Brazilian Studies
- Matthews, Herbert Lionel (1969) Castro: A Political Biography, New York: Simon & Schuster
- Matthews, Herbert Lionel (1969) Cuba, New York: The Macmillan Co; London: Collier-Macmillan
- Matthews, Herbert Lionel (1969) Fidel Castro, New York: Simon & Schuster and New York: Clarion Book
- Matthews, Herbert Lionel (1971) A World in Revolution, New York: Charles Scribner’s Sons
- Matthews, Herbert Lionel (1973) Half of Spain Died: A Reappraisal of the Spanish Civil War, New York: Scribner
- Matthews, Herbert Lionel (1975) Revolution in Cuba: An Essay in Understandings, New York: Charles Scribner’s Sons

### Schriften mit Mitautoren
- Welch, Richard E. (1984), „Herbert L. Matthews and the Cuban Revolution“, The Historian Vol. 47
- De Palma, Anthony (2004), Myths of the Enemy: Castro, Cuba and Herbert L. Matthews of The New York Times, Notre Dame: University of Notre Dame.
- Koch, Stephen (2005), The Breaking Point: Hemingway, Dos Passos, and the Murder of Jose Robles, New York: Counterpoint Press
- De Palma, Anthony (2006), The Man Who Invented Fidel, New York: Public Affairs. pp. 279–280. ISBN 1-58648-332-3.
- Radosh, Ronald (2006), „A Dictator's Scribe“, National Review, July 2006. Archived from the original on 17 July 2006. Retrieved 21 November 2018.

## Filmische Darstellung
2002 wurde Matthews in dem Historienfilm Fidel & Che von dem US-amerikanischen Schauspieler Ken Jenkins verkörpert.